# Pilotrichella caldensis
Pilotrichella caldensis là một loài Rêu trong họ Meteoriaceae. Loài này được Ångström mô tả khoa học đầu tiên năm 1876.